# NGC 3932
NGC 3932 is een ster in het sterrenbeeld Grote Beer. Het hemelobject werd in 4 december 1861 ontdekt door de Duits-Deense astronoom Heinrich Louis d'Arrest.